# 印尼鐵路運輸史
這篇印尼鐵路運輸史（英語：History of rail transport in Indonesia）用來簡述印尼鐵路運輸發展的歷史，以及近況。
印尼大多數鐵路線都是在荷蘭統治期間所興建。這些鐵路線中有許多在印尼於1945年獨立之後遭到廢棄。該國鐵路運輸目前由國營的印度尼西亞鐵路（印尼語： (簡稱Persero) 負責營運，Persero最早的前身成立於1945年9月28日。

## 獨立之前

### 首條鐵路線

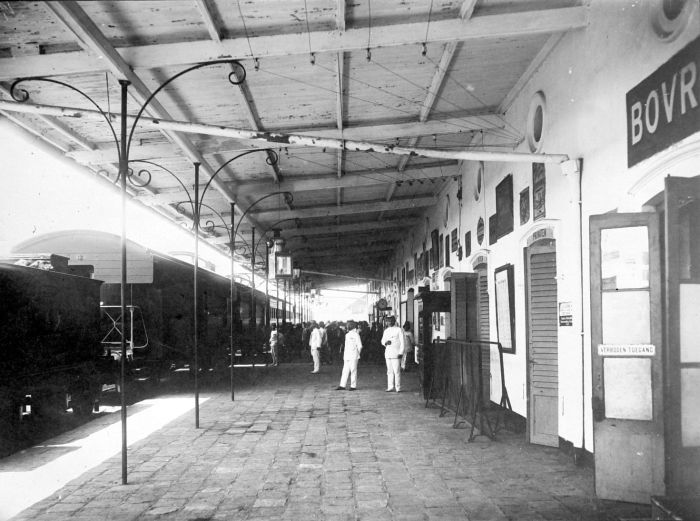
由荷屬東印度鐵路公司建造的第1個火車站（位於三寶壟）的月台。

印尼在荷蘭統治時期是亞洲第二個建立鐵路運輸的國家，僅次於印度；中國和日本隨後也開始興建鐵路。1864年6月7日，荷蘭總督斯洛埃特·范·登·比勒男爵在中爪哇省三寶壟的克米贊村（Kemijen）開始建造印尼第一條鐵路線。這條鐵路在1867年8月10日開始運作，由三寶壟連接到25公里之外的唐宮（Tanggung ）。到1873年5月21日，這條鐵路已經延伸到中爪哇省的索羅，後來再延伸到日惹。這條路線由名為荷屬東印度鐵路公司（簡稱NIS，或是NISM）的私人公司經營，採用的是1,435毫米（4英尺8+1⁄2英寸）的標準軌距。後來在印尼的私營和國營鐵路都採用1,067毫米（3英尺6英寸）的軌距（稱為開普軌距）。
當時的自由派荷蘭政府不願利用國家力量來鋪設鐵路，而寧願由私營企業自由發揮。但私營鐵路也無法提供預期的投資回報（即使是NIS也需要政府提供一些財政援助），殖民地部最終核准建造一條國營鐵路，從西邊的Buitenzorg（現茂物）往東延伸至泗水。工程分頭從兩端進行，第一條路線（由泗水出發）於1878年5月16日開通，連結兩個城市的整條路線最終於1894年完成。

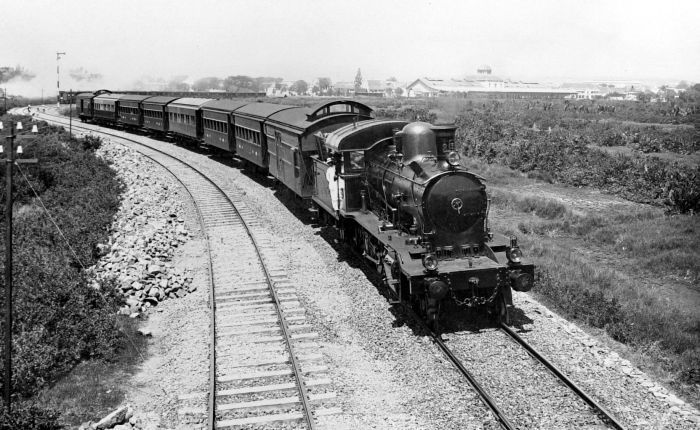
荷屬東印度鐵路公司所擁有的鐵路機車及車廂（約攝於1900年代）。

到1920年代，爪哇島上的鐵路系統已發展到最大程度，大多數城鎮之間均有鐵路連接，並可透過支線以及輕軌鐵路以與較僻遠的甘蔗種植園與工廠連結。
發生在1930年代的經濟大蕭條，讓在加里曼丹和蘇拉威西島上建造鐵路、將蘇門答臘島上分散的鐵路系統連結，以及把爪哇島上鐵路電氣化的計劃全部束之高閣。
當國營鐵路開始建造鐵路之後，私營鐵路公司並未完全退出，當時在爪哇島至少有15家輕軌公司在營運中。這些公司均取名為“蒸汽機車公司（steam tram companies）”，實際上就是區域性二級線路的營運者。

### 爪哇島

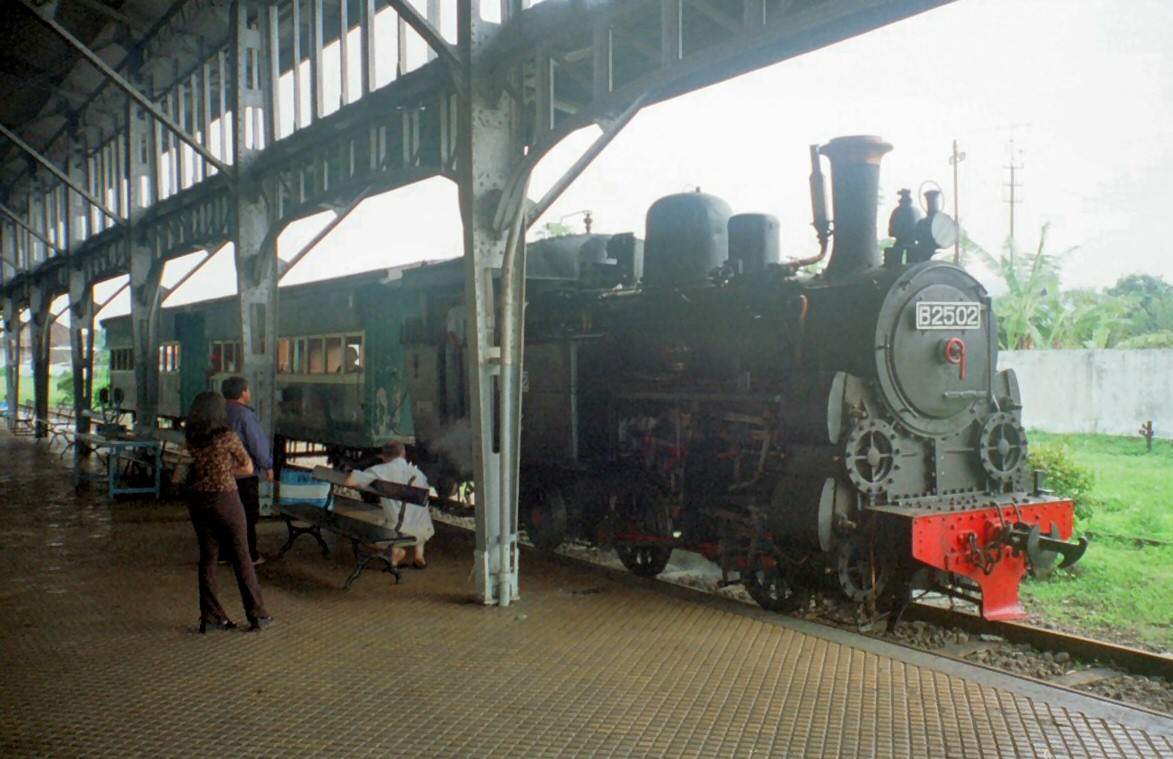
保存於安巴拉瓦鐵路博物館的鐵路機車（編號：B 2502）。

在印尼的大多數鐵路線，雖然身為殖民地的企業，都具有經濟上和戰略上的雙重目的。事實上，當年殖民政府為NIS提供財政援助的一個條件是該公司要修建一條通往安巴拉瓦（位於中爪哇省）的鐵路線，那裡有座以荷蘭國王威廉一世之名命名的軍事堡壘。出於類似的戰略原因，首條國營鐵路線是建於爪哇島南部的多山地區，而不在北部的平坦地區。這條爪哇島的國營鐵路將西海岸的安耶爾（今日萬丹省）與東海岸的外南夢連接起來。

### 蘇門答臘島

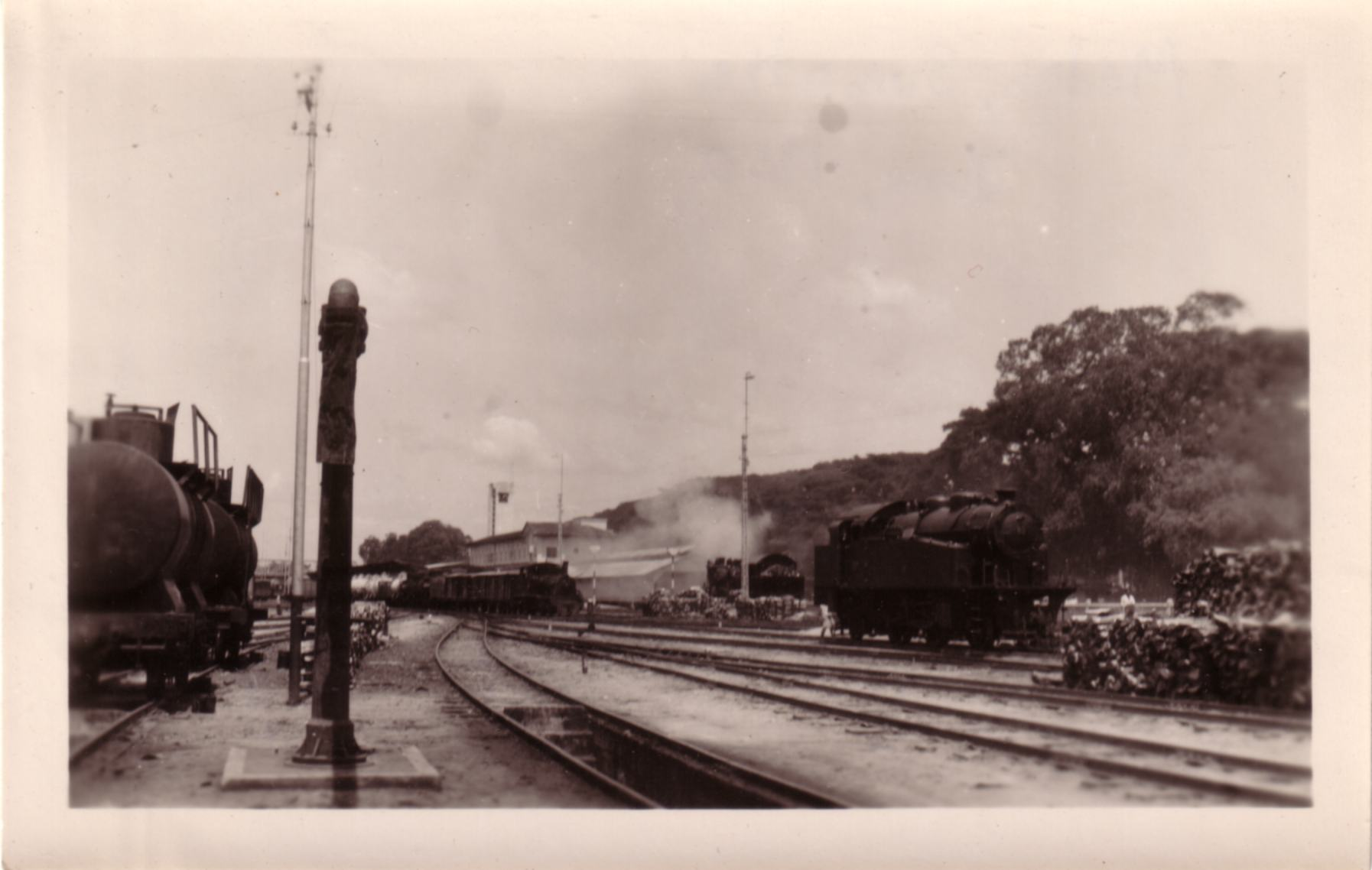
在棉蘭的鐵路機場（攝於1950年6月）。

1876年在蘇門答臘島首度建造的鐵路為供軍事之用，這條鐵路線連接班達亞齊及當地的烏利爾希港。這條稱為Atjeh Staats Spoorwegen (簡稱ASS)的鐵路最早採用開普軌距，後來改為750毫米（2英尺5+1⁄2英寸）的軌距，同時路線向南延伸。 到1916年1月1日，當亞齊當地局勢相對平靜之後，這條鐵路線的管理權才從戰爭部交給給殖民地部。
位於米南加保人地區，名為Staatsspoorwegen ter Sumatra's Westkust（簡稱SSS）的西蘇門答臘省國營鐵路，作用為把煤炭從內陸礦山運送到巴塘的港口，在1891年至1894年之間建造完成。
在南蘇門答臘省名為Staatsspoorwegen op Zuid-Sumatra（簡稱為ZSS）的國營鐵路於1930年代建造完成。主要的作用是為肥沃的種植園區和一座重要的煤礦提供運輸服務。
另一條重要的私人鐵路線由得利鐵路公司（簡稱DSM）所經營。這條路線的作用在為Deli（今日的棉蘭）的橡膠和菸草種植園提供運輸服務。

### 蘇拉威西島
蘇拉威西島的首條47公里（29英里）鐵路線於1922年7月至1930年期間在南蘇拉威西省建造完成。這條線路預定要延伸到北蘇拉威西省。當時荷屬東印度政府有在加里曼丹和蘇拉威西島建造鐵路、將蘇門答臘島上分散的鐵路系統連結，以及把爪哇島上主要線路電氣化的大型工程計畫。 但因為1929年發生的經濟大蕭條而全部遭到停止。

### 日本佔領時期
荷屬東印度在1942年至1945年遭到日本佔領的期間，爪哇島上不同鐵路線被整合為一個單位作管理。而蘇門答臘島由日本海軍管轄，島上的鐵路系統仍然維持原有的分散式管理。
日本人還將爪哇島上的標準軌距線轉換為開普軌距，而解決雙軌距的問題。但實際上這並非是個“問題”，因為不同軌距系統之間需要轉移的材料不多，到1940年，所有標準軌距系統中的大部分都安裝有第三條鐵軌，形成混合軌距的鐵路。印尼鐵路網絡的總長度從1939年的6,811公里（4,232英里），到1950年則已減少為5,910公里（3,670英里），這些損失的部分據信是在日本佔領時期，遭到日本人拆卸，運往緬甸建造當地鐵路的結果。

## 獨立革命時期
在1945年至1949年的獨立革命鬥爭期間，革命人士於1945年9月28日創設印尼共和国铁路局，為今日PT Kereta Api的前身。由於政治原因，1945年9月28日（而非1867年）被視為印尼鐵路的誕生日，是目前印尼的鐵路日。
而在此期間，荷蘭人在他們控制的區域創建聯合鐵路系統（Verenigd Spoorwegbedrijf (Combined Railways)）來管理區域內的鐵路。到荷蘭承認印尼獨立時，聯合鐵路系統已將印尼大部分的鐵路線納入管理，但當時並非所有的鐵路線均有營運。

## 獨立後

### 鐵路
印尼在1949年完全獨立，獨立的鐵路系統（得利鐵路公司系統除外）都被併入印尼共和國鐵路局。爪哇的非國有鐵路系統在名義上一直維持運作到1958年，然後印尼所有鐵路線（包括得利鐵路公司系統）均被國有化，印尼在1963年創設國家鐵路公司（簡稱PNKA）。1971年9月15日，PNKA更名為印尼铁路系统（简称PJKA）。在1991年1月2日，PJKA更名為印尼铁路公共公司（简称Perumka）。自1999年6月1日起，該公司更名為一有限公司，印尼語：，簡稱PT KA。2010年5月，“PT KA”更名為印度尼西亚铁路公司（简称为PT KAI），迄今未再變更。
自荷蘭殖民時期以來，印尼國家鐵路系統的總部一直設於西爪哇省的萬隆。私營鐵路公司的總部則設在其他地方，如三寶壟、葛直、泗水和棉蘭。

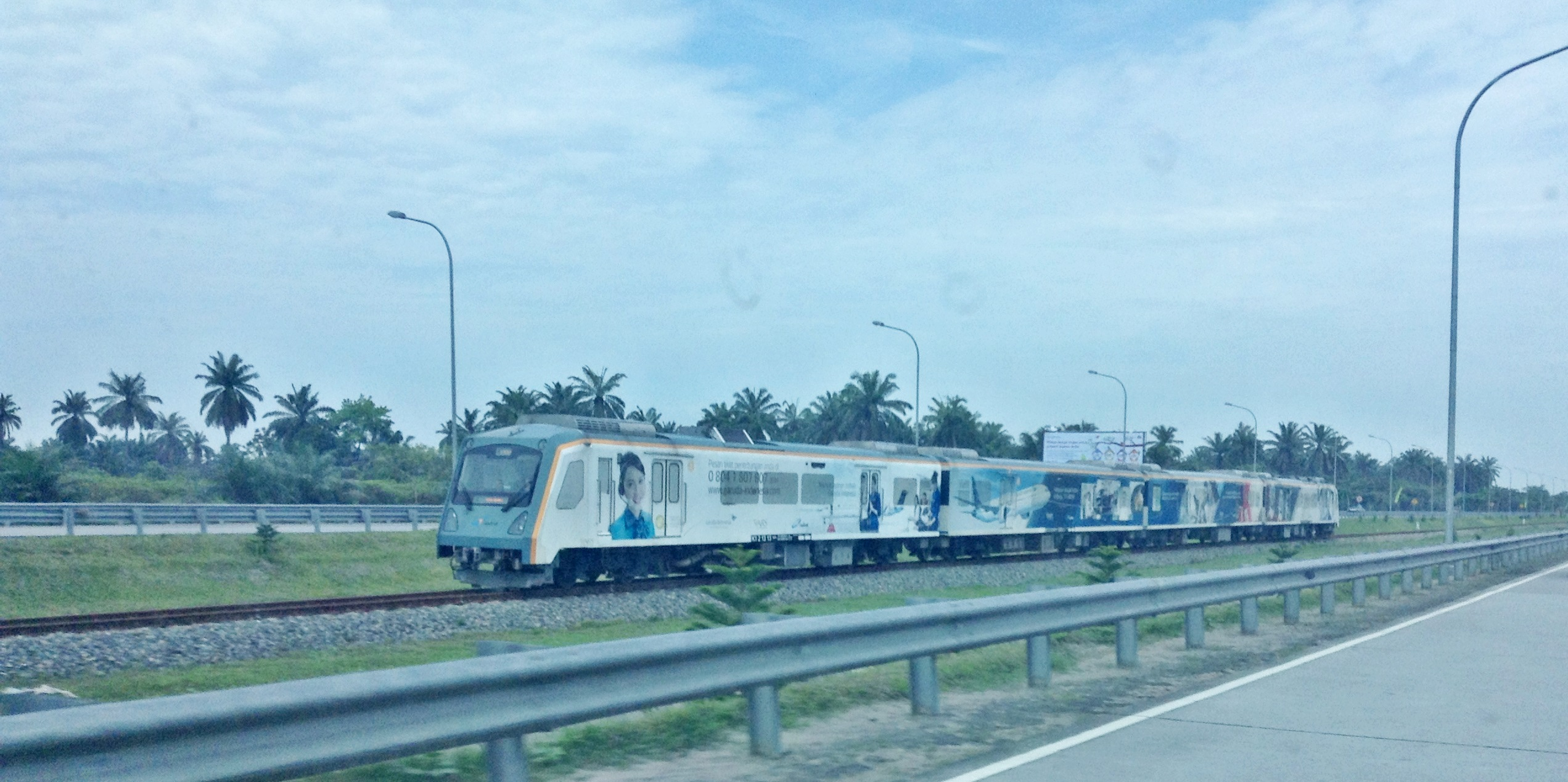
瓜拉納穆國際機場鐵路為印尼首條機場聯絡軌道系統。

獨立後的印尼少有新建鐵路線。1997年，在西爪哇省有條從齊塔延站到南波站的線路開通。最初這條線路計劃併入一個大型的環狀線網絡（預計覆蓋範圍從奇佳郎站到帕倫·潘江站。由於1997年的亞洲金融風暴，環狀線網絡計劃被迫推遲。印尼第一條機場聯絡軌道系統 - 瓜拉納穆國際機場鐵路，連接棉蘭到瓜拉納穆國際機場，於2013年9月4日啟用。
連結蘇加諾-哈達國際機場和印尼國家銀行城市站（位於中雅加達行政市）的蘇加諾-哈達機場鐵路於2017年12月26日開通。連接米南加保國際機場和巴東市的米南加保快線於2018年5月21日啟用。連接阿迪·蘇馬爾莫國際機場和梭羅·巴拉潘站的阿迪·蘇馬爾莫國際機場鐵路於2019年12月29日開通。連接日惹國際機場和日惹市的日惹國際機場鐵路線已於2021年9月完工。環蘇拉威西島鐵路於2014年8月破土，現仍在興建之中，採用的是標準軌距，比爪哇島以及蘇門答臘島上舊線路的開普軌距為寬，以適應更高的承載和車速。
印尼大多數的鐵路新建工程重點都在把既有的線路擴充為複線鐵路或是四線鐵路。在2011年，先進行三寶壟到泗水帕薩·突里站（泗水第二大車站）的複線擴建工程。這個項目在2014年5月8日完成。在連結拉札瓦里站（在中雅加達行政市）和齊堪貝克站的“拉札瓦里-齊堪貝克鐵路線”上，介於芒加萊站和奇佳郎站之間的鐵路線正在進行擴為四線的工程，其中甲亭加拉站到恰崆站之間的四線工程已於2019年4月14日開通。

### 高速鐵路

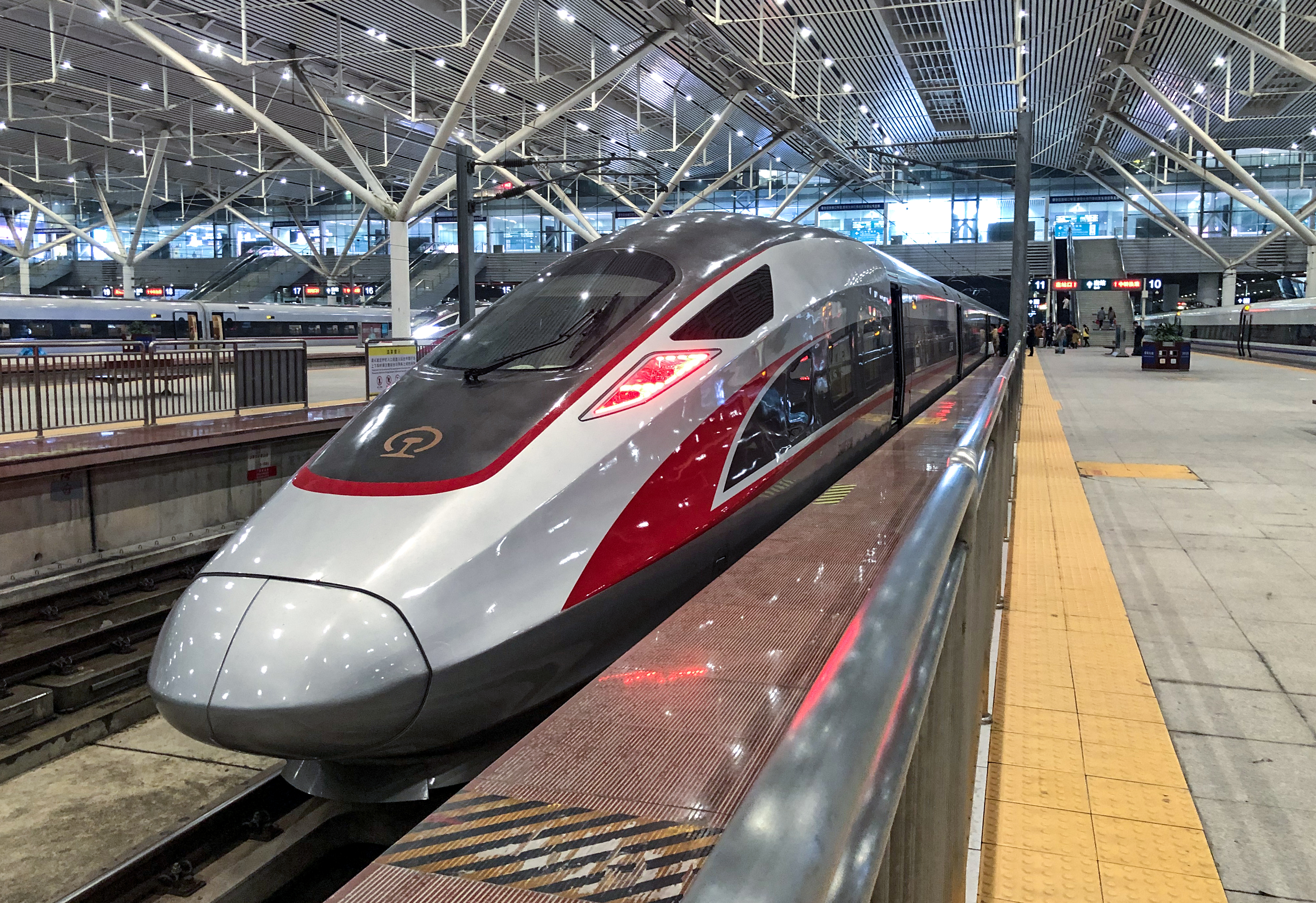
中國提案中採用的復興號電力動車組（CR400AF）。

2015年7月，印尼政府公佈建設連接雅加達和萬隆的高鐵計劃，並安排日本和中國廠商參與競爭。
印尼在2015年9月下旬把這個價值數十億美元的鐵路項目授予中國承建，而非日本。
擬議中的高速鐵路將連接該國首都雅加達和鄰近的西爪哇省萬隆市，全長約150公里，簡稱雅萬高鐵，預計還將進一步延伸到該國第二大城市，位於東爪哇省的泗水。
這個項目歷經多次推遲，首先是由於施工不慎影響到附近的道路，而後有土地徵收不順利，然後由於2019冠狀病毒病疫情的緣故，整個工程進度暫時停止，導致預定完工和開始營運日期均延後。西爪哇省省長里德萬·卡米爾在2022年4月表示雅萬高鐵預計可在當年11月啟用。